# مکائوی سینه‌سرخ
مکائوی سینه‌سرخ (نام علمی: Ara rubrogenys) نام یک گونه از سرده طوطی‌های شادرنگ است.

## نگارخانه

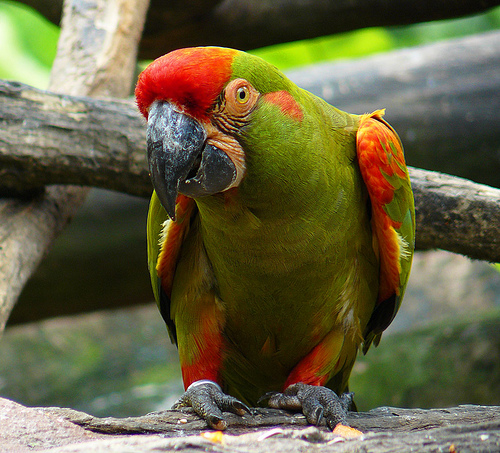
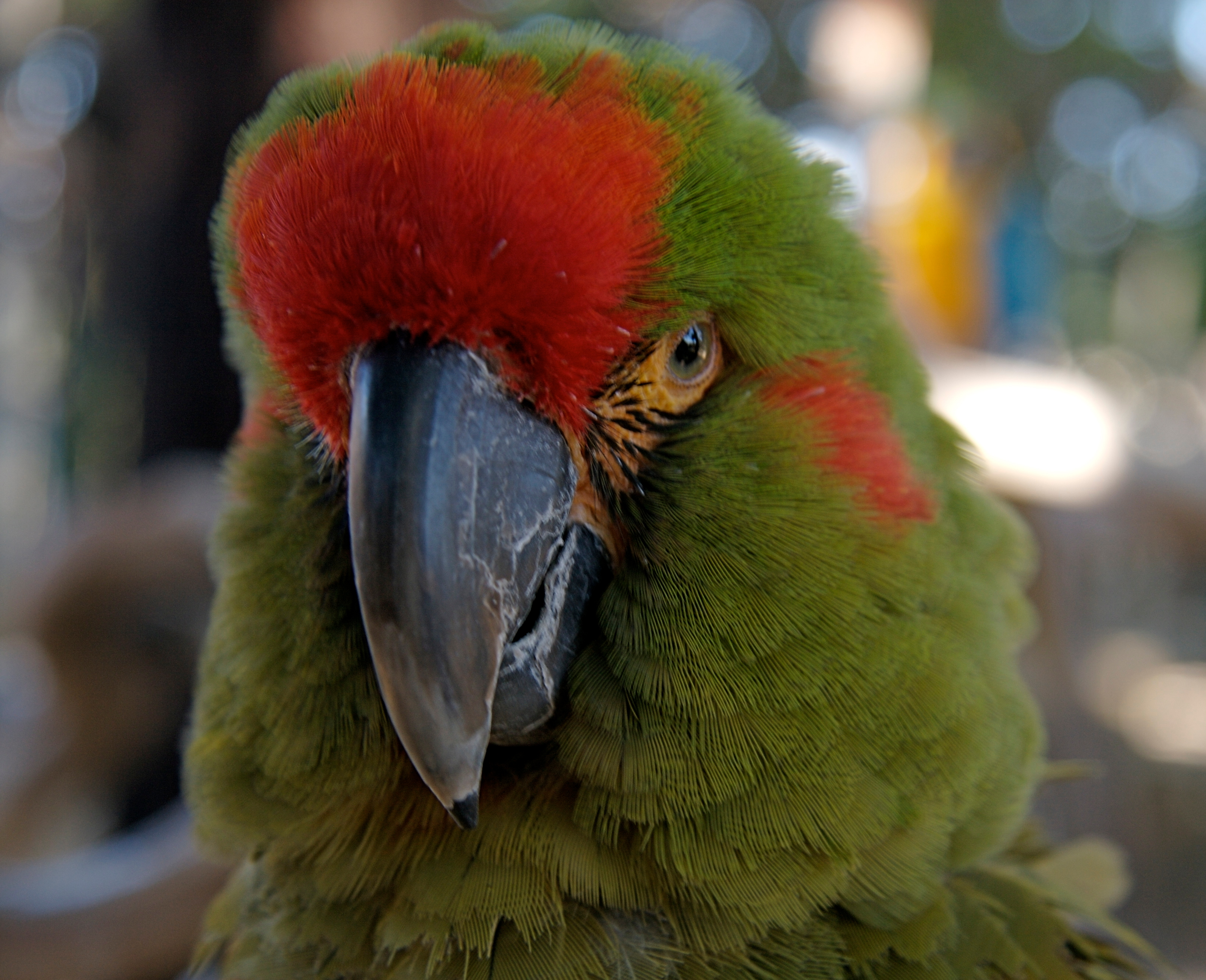
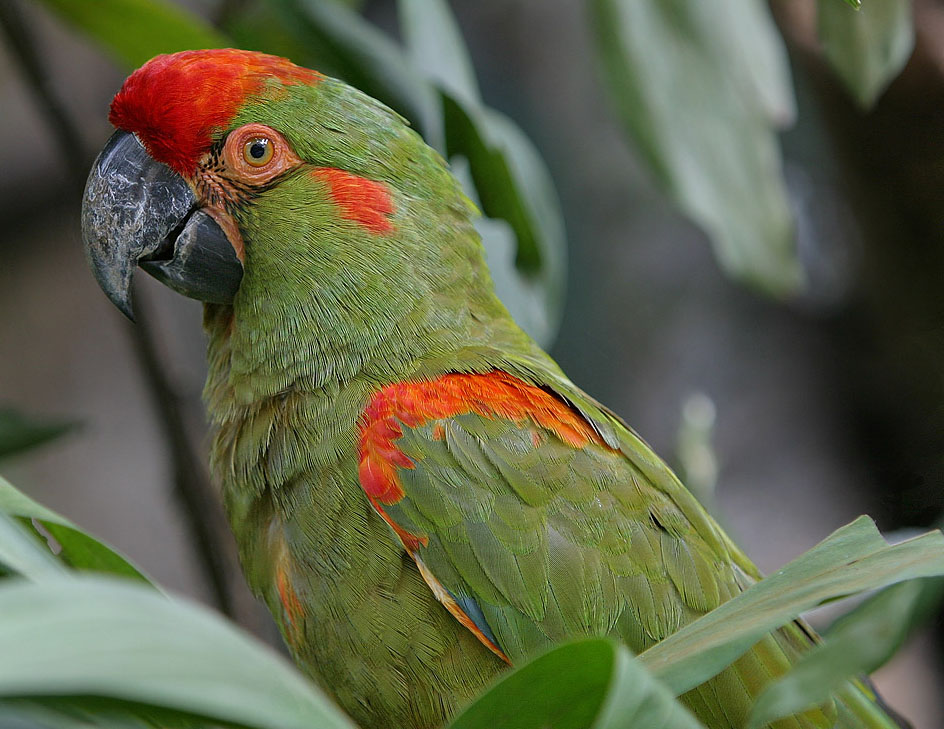
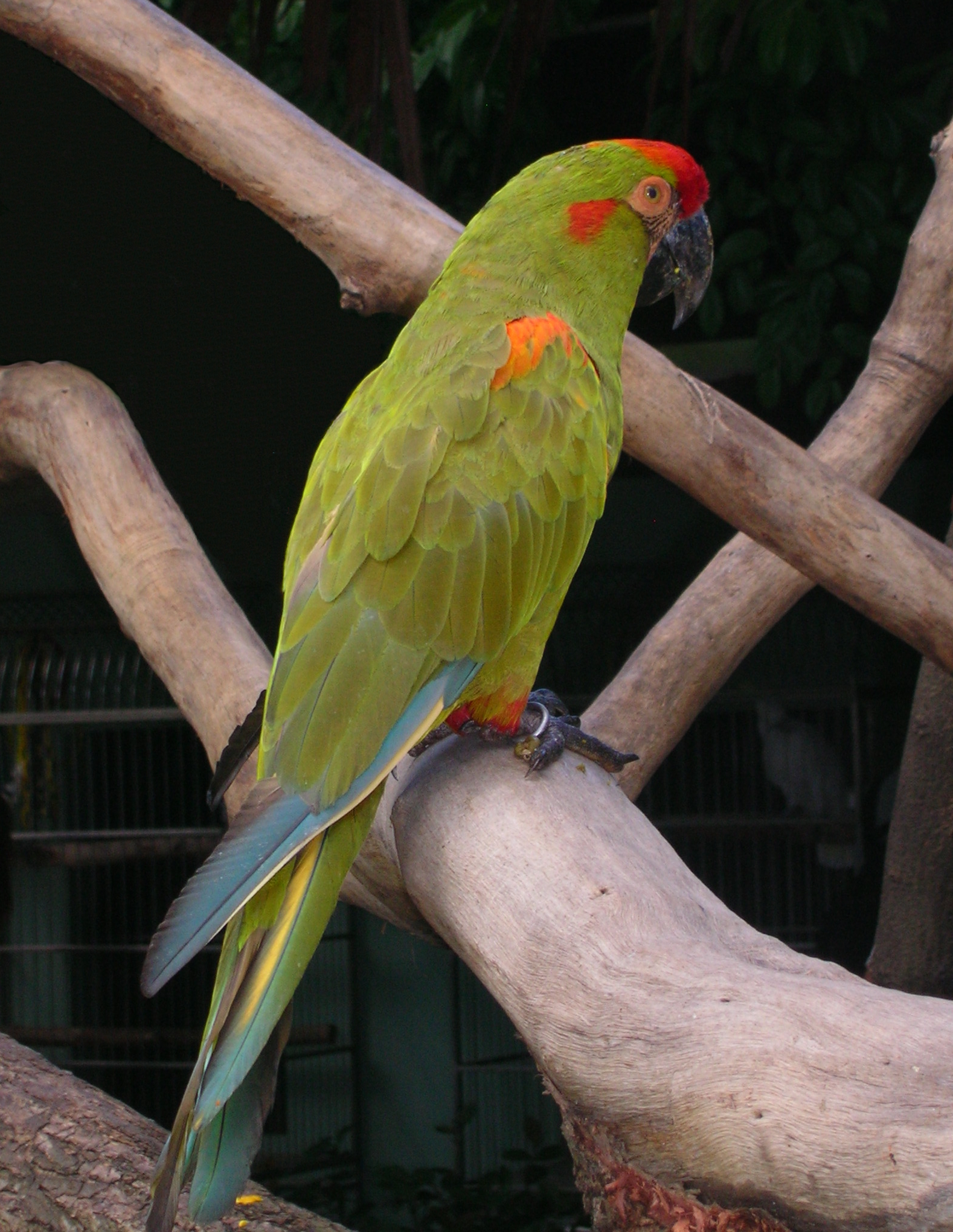
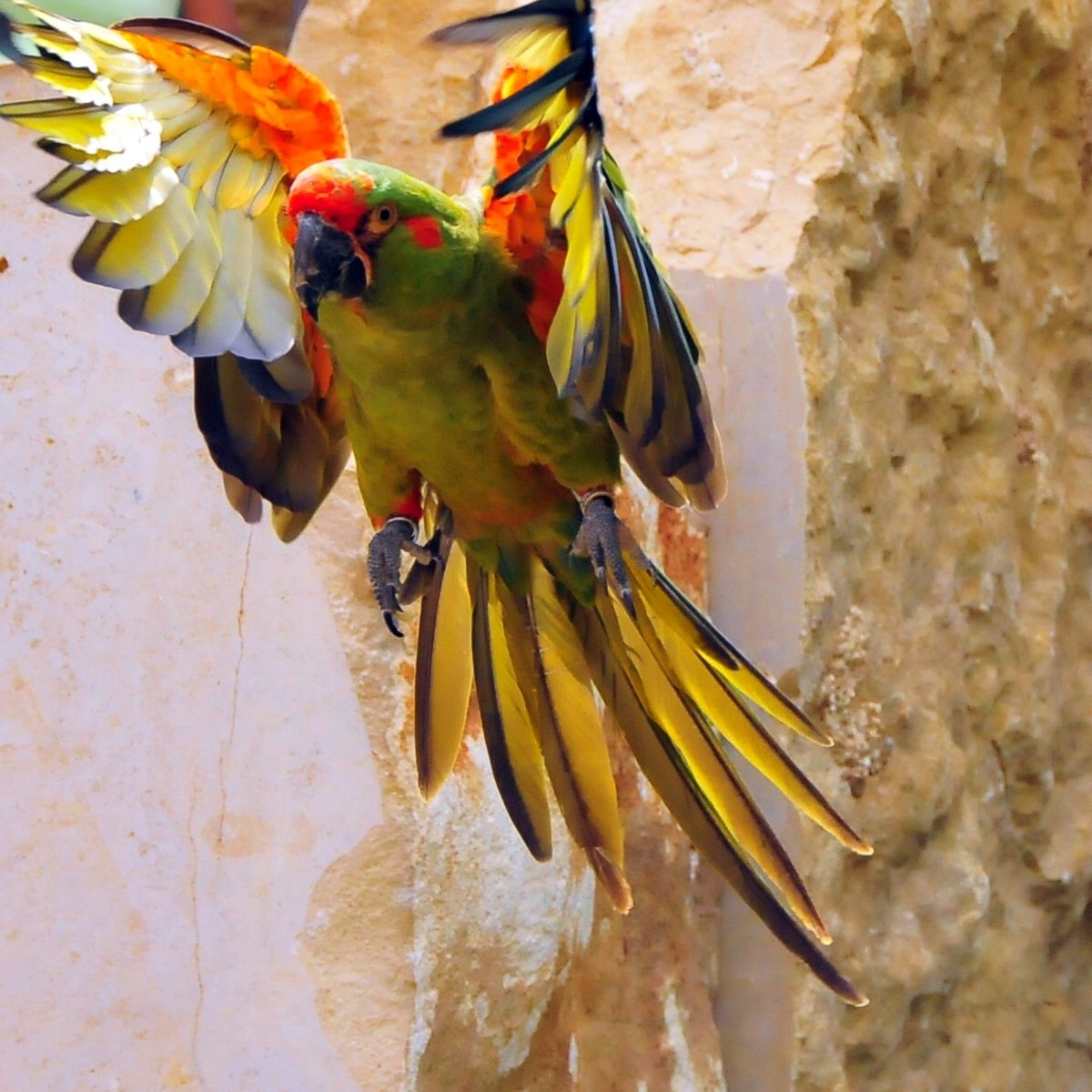
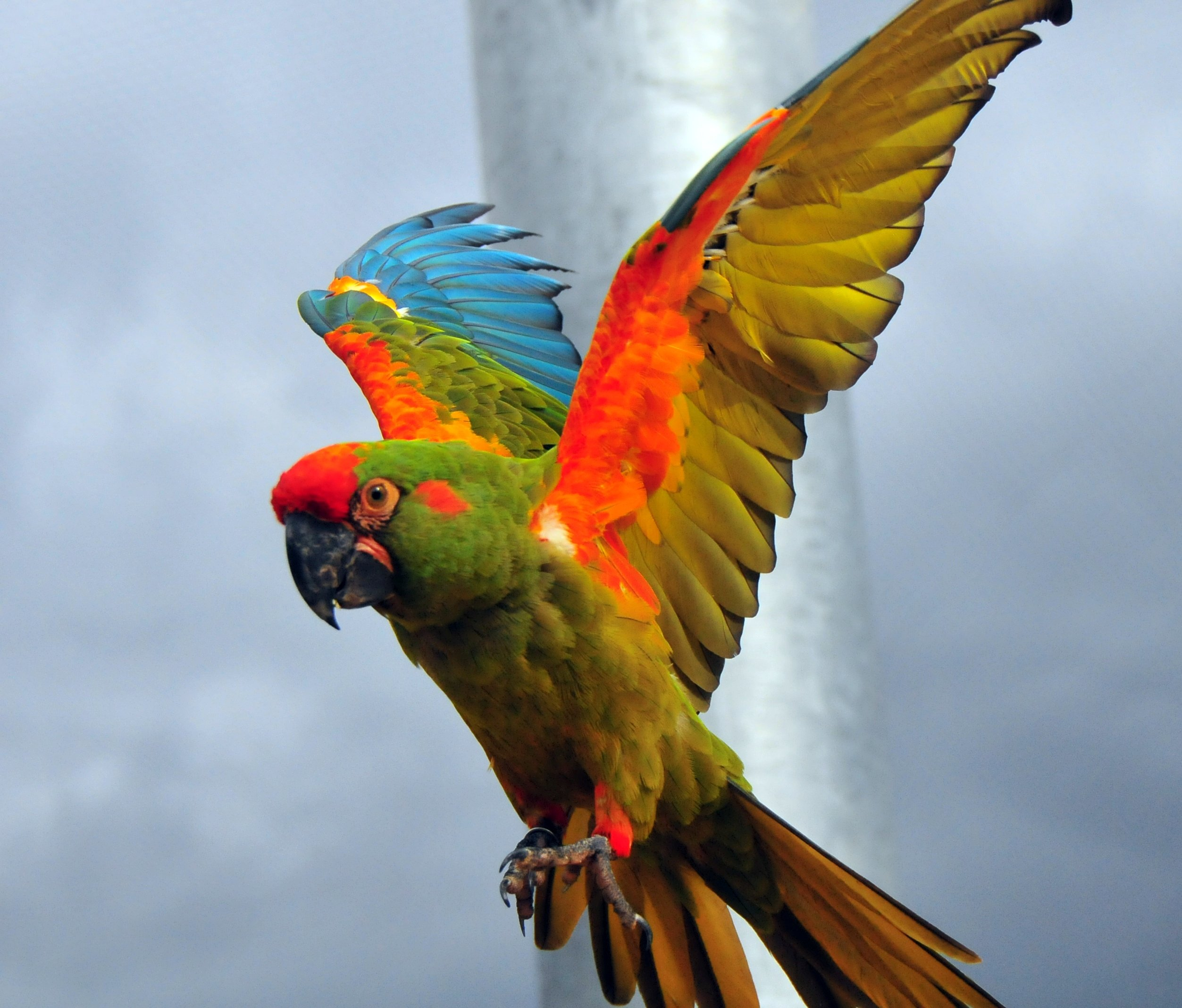